# Frontenay (Jura)
Frontenay és un municipi francès situat al departament del Jura i a la regió de Borgonya - Franc Comtat. L'any 2007 tenia 159 habitants.

## Demografia

### Població
El 2007 la població de fet de Frontenay era de 159 persones. Hi havia 74 famílies de les quals 24 eren unipersonals (12 homes vivint sols i 12 dones vivint soles), 31 parelles sense fills i 19 parelles amb fills.
La població ha evolucionat segons el següent gràfic:
Habitants censats

### Habitatges
El 2007 hi havia 122 habitatges, 72 eren l'habitatge principal de la família, 41 eren segones residències i 10 estaven desocupats. 112 eren cases i 10 eren apartaments. Dels 72 habitatges principals, 60 estaven ocupats pels seus propietaris i 12 estaven llogats i ocupats pels llogaters; 2 tenien una cambra, 2 en tenien dues, 11 en tenien tres, 14 en tenien quatre i 43 en tenien cinc o més. 68 habitatges disposaven pel capbaix d'una plaça de pàrquing. A 33 habitatges hi havia un automòbil i a 37 n'hi havia dos o més.

### Piràmide de població
La piràmide de població per edats i sexe el 2009 era:
| Homes | Edats   | Dones |
| ----- | ------- | ----- |
| 0     | 95 o +  | 0     |
| 0     | 90 a 94 | 0     |
| 8     | 85 a 89 | 4     |
| 0     | 80 a 84 | 4     |
| 0     | 75 a 79 | 0     |
| 12    | 70 a 74 | 8     |
| 0     | 65 a 69 | 0     |
| 4     | 60 a 64 | 8     |
| 0     | 55 a 59 | 0     |
| 8     | 50 a 54 | 8     |
| 4     | 45 a 49 | 8     |
| 0     | 40 a 44 | 0     |
| 4     | 35 a 39 | 8     |
| 8     | 30 a 34 | 4     |
| 12    | 25 a 29 | 4     |
| 4     | 20 a 24 | 16    |
| 8     | 15 a 19 | 4     |
| 4     | 10 a 14 | 0     |
| 12    | 5 a 9   | 8     |
| 4     | 0 a 4   | 0     |

## Economia
El 2007 la població en edat de treballar era de 103 persones, 78 eren actives i 25 eren inactives. De les 78 persones actives 75 estaven ocupades (37 homes i 38 dones) i 3 estaven aturades (2 homes i 1 dona). De les 25 persones inactives 15 estaven jubilades, 7 estaven estudiant i 3 estaven classificades com a «altres inactius».

### Ingressos
El 2009 a Frontenay hi havia 72 unitats fiscals que integraven 159 persones, la mediana anual d'ingressos fiscals per persona era de 19.063 €.

### Activitats econòmiques
Dels 11 establiments que hi havia el 2007, 4 eren d'empreses de construcció, 2 d'empreses de comerç i reparació d'automòbils, 1 d'una empresa de transport, 1 d'una empresa d'hostatgeria i restauració, 1 d'una empresa financera i 2 d'empreses de serveis.
Dels 3 establiments de servei als particulars que hi havia el 2009, 1 era un guixaire pintor, 1 fusteria i 1 electricista.
L'any 2000 a Frontenay hi havia 8 explotacions agrícoles que ocupaven un total de 440 hectàrees.

## Poblacions més properes
El següent diagrama mostra les poblacions més properes.